# 塔氏鱒
塔氏鱒，為輻鰭魚綱鮭形目鮭科的一種，為溫帶淡水魚，分佈於歐洲蒙特內哥羅Zeta河上游流域，體長可達30公分，棲息在底中層水域，生活習性不明。